# Callie Khouri

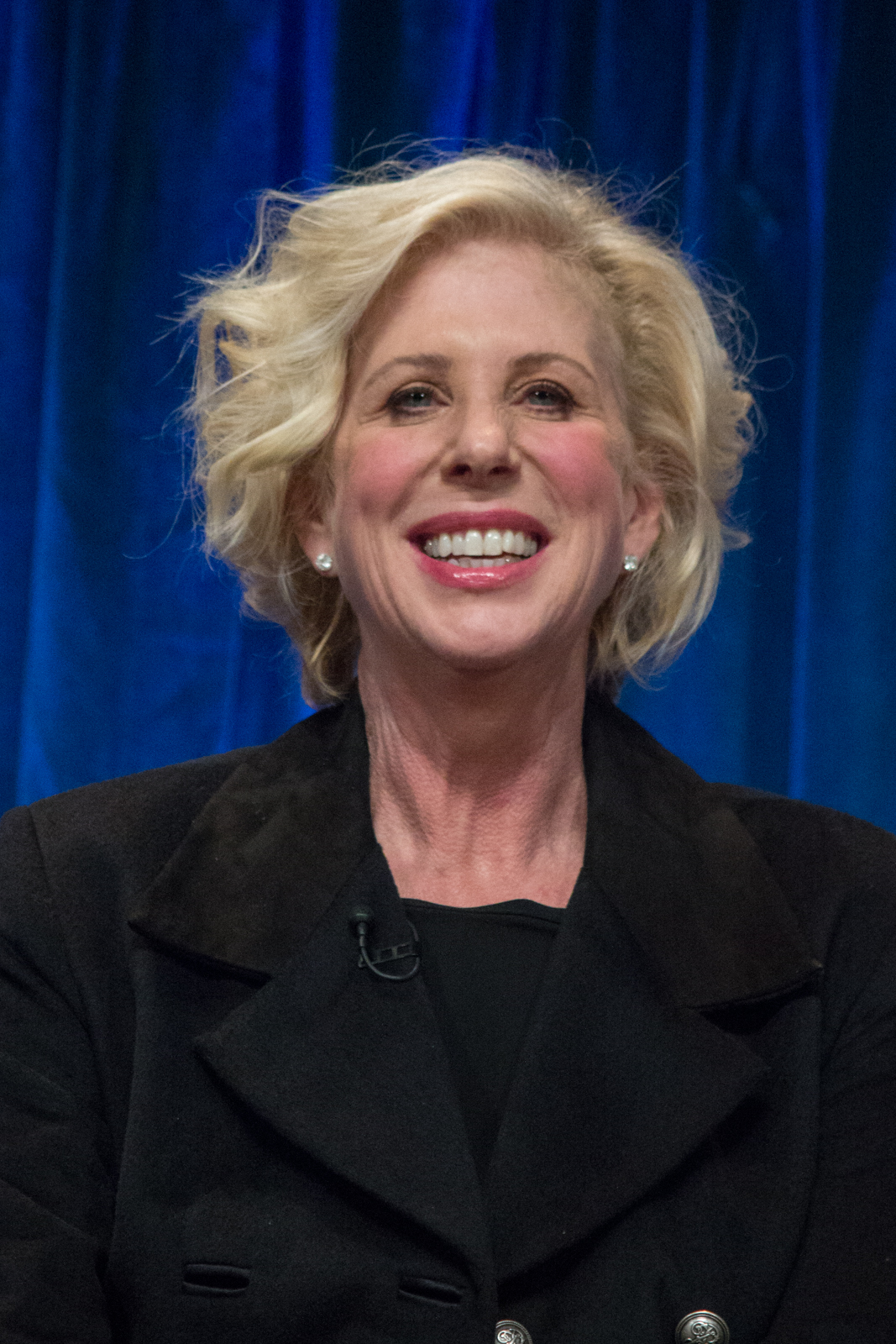
Callie Khouri in 2013

Callie Khouri (San Antonio (Texas), 27 november 1957) is een Amerikaans filmregisseur, scenarioschrijfster en producent.
In 1992 won ze een Oscar voor beste scenario voor Thelma & Louise.

## Filmografie

### Als regisseur
- Mad Money (2008)
- Hollis & Rae (2006) (TV)
- Divine Secrets of the Ya-Ya Sisterhood (2002)

### Als scenarioschrijfster
- Mad Money (2008)
- Hollis & Rae (2006) (TV)
- Divine Secrets of the Ya-Ya Sisterhood (2002)
- Something to Talk About (1995)
- Thelma & Louise (1991)

### Als producent
- Hollis & Rae (2006) (TV)
- Thelma & Louise (1991)

## Prijzen en nominaties
- 1992 - Oscar
  - Gewonnen: Beste scenarioschrijfster (voor Thelma & Louise)
- 1992 - BAFTA Award
  - Genomineerd: Beste scenarioschrijftster (voor Thelma & Louise)
- 1992 - Golden Globe
  - Gewonnen: Beste scenarioschrijfster (voor Thelma & Louise)
- 1992 - WGA Award
  - Gewonnen: Beste scenarioschrijfster (voor Thelma & Louise)